# Ancafe
Ancafe era um príncipe egípcio e serviu como vizir e supervisor das obras do faraó Quéops, que era meio-irmão de Ancafe. Ele viveu durante a IV dinastia do Egito (c. 2613–2494 a.C.).

## Família
Ancafe era filho do faraó Seneferu e de uma esposa desconhecida. O túmulo de Ancafe em Gizé (G 7510) retrata sua irmã e esposa, a princesa Heteferés. Heteferés era a filha mais velha de Seneferu e da rainha Heteferés I e, portanto, meia-irmã de Ancafe. Heteferés tinha os títulos de "filha do rei mais velho de seu corpo", "aquela a quem ele ama" (sat nswt n khtf smst mrt.f) e "Sacerdotisa de Seneferu" (hmt-nTr Snfrw). Ancafe e Heteferés tiveram uma filha, que era a mãe de seu neto Anquetefe.

## Carreira
Ancafe tinha os títulos de "filho do rei mais velho de seu corpo" (sa nswt n khtf smsw), "vizir" e "o grande dos Cinco da casa de Tote" (wr djw pr-Djehuti).
Acredita-se que Ancafe tenha estado envolvido com a construção da Grande Pirâmide de Gizé e provavelmente desempenhou um papel na construção da Esfinge.[carece de fontes?] Em 2013, uma coleção de fragmentos de papiro, o Diário de Merer, foi descoberta no antigo porto de Quéops em Uádi Aljarfe. As toras de um inspetor chamado Merer parecem datar do 27º ano do reinado de Quéops e registram meses de operações de transporte de calcário de Tora para Gizé. Os registros referem-se a um centro administrativo chamado Roxe Cufu que estava sob a autoridade do vizir Ancafe. Segundo o egiptólogo Pierre Tallet, isso o colocaria no comando da construção da pirâmide no final do projeto. Embora o diário não especifique, Tallet acredita que as operações se referem à entrega do calcário de Tora usado para o revestimento. No papiro, Ancafe é chamado de nobre (iry-pat) e supervisor de Raxi-Cufu. O último lugar era o porto de Gizé, onde as pedras para a construção da pirâmide chegaram.

## Tumba
A tumba de mastaba de Ancafe, G 7510, era uma das maiores do cemitério oriental de Gizé. A tumba foi datada do reinado de Quéfren por Reisner. Mais recentemente, um estudo da arquitetura, iconografia e títulos dos ocupantes levou a uma reavaliação e a tumba provavelmente abrange os reinados de Quéops, Ratoises e Quéfren.
O pintado excelente e realista retrato de calcário do busto de Ancafe descoberto em seu túmulo é considerado a obra "de um mestre" da arte egípcia antiga da época do Império Antigo, e pode ser visto no Museu de Belas Artes de Boston. Seu número de catálogo é 27.442 do Museu de Expedição.[carece de fontes?]